# حسن زاهدی (تکواندوکار)
سیدحسن زاهدی حقیقی گیلانی (زاده ۱۳۴۰، رشت) تکواندوکار ایرانی است.

## حضور در المپیک
زاهدی در المپیک تابستانی ۱۹۸۸ در رشته تکواندو حضور یافت. این در حالی بود که تکواندو هنوز از رشته‌های اصلی المپیک نبود. او به دلیل به وزن نرسیدن نتوانست در رقابت‌ها شرکت کند. زاهدی پرچم‌دار ایران در این بازی‌های نیز بود.